# A brivele der mamen
A brivele der mamen ist ein populäres jiddisches Lied von Solomon Smulewitz von 1907.

## Geschichte
Solomon Schmulewitsch emigrierte 1897 von Russland in die USA. Dort wurde er ein erfolgreicher jüdischer Sänger und Liedkomponist.
1907 schrieb er A brivele der mamen als eines von insgesamt über 300 Liedern.
1908 sang er es erstmals auf Schallplatte. Danach entwickelte es sich zu einem der erfolgreichsten jiddischen Lieder dieser Zeit, von dem es zahlreiche Aufnahmen und Aufführungen in Musikveranstaltungen gab. 1911 und 1937 erschienen zwei Filme mit diesem Titel.
Salomon Smulewitz hatte die Rechte an dem Lied allerdings schon bald nach dessen Entstehen für 25 Dollar verkauft, vor dem großen Erfolg.

## Inhalt
Eine Mutter vermisst ihren einzigen Sohn, der nach Amerika ausgewandert war, und bittet ihn, ihr jede Woche zu schreiben, was dieser jedoch nie tut.
Nach acht Jahren ist er zu Wohlstand und Ansehen gekommen und erhält die Nachricht, dass seine Mutter gestorben ist. Ihr letzter Wunsch war, dass er für sie das Kaddisch (Totengebet) betet...